# Serena Mossi
Serena Mossi (Como, 5 de enero de 2003) es una deportista italiana que compite en remo. Ganó una medalla de oro en el Campeonato Mundial de Remo de 2023, en la prueba de dos sin timonel ligero.

## Palmarés internacional
| Campeonato Mundial | Campeonato Mundial | Campeonato Mundial | Campeonato Mundial     |
| Año                | Lugar              | Medalla            | Prueba                 |
| ------------------ | ------------------ | ------------------ | ---------------------- |
| 2023               | Belgrado (Serbia)  | Medalla de oro     | Dos sin timonel ligero |